# Antoine Lavoisier
Antoine Lavoisier (født 26. august 1743, død 8. maj 1794) var en fransk kemiker, der i realiteten grundlagde den moderne kemi (i modsætning til forløberen: alkymien). Han mente bl.a. at et stof kunne anses for at være et grundstof, hvis det endnu ikke havde været mulig at nedbryde stoffet. Blandt hans resultater kan nævnes:
1. Forklaring af forbrændingsprocessen
2. Opstilling af loven om massebevarelse
3. Kontrollabel vejningsmetode